# Belejovce
Belejovce (rusiń. Белеївцї, Bełejiwci) – wieś (obec) na Słowacji w kraju preszowskim, w powiecie Svidník.
Belejovce położone są w historycznym kraju Szarysz, na szlaku handlowym z Węgier do Polski. Pierwsze wzmianki o wsi pochodzą z roku 1600.

## Galeria

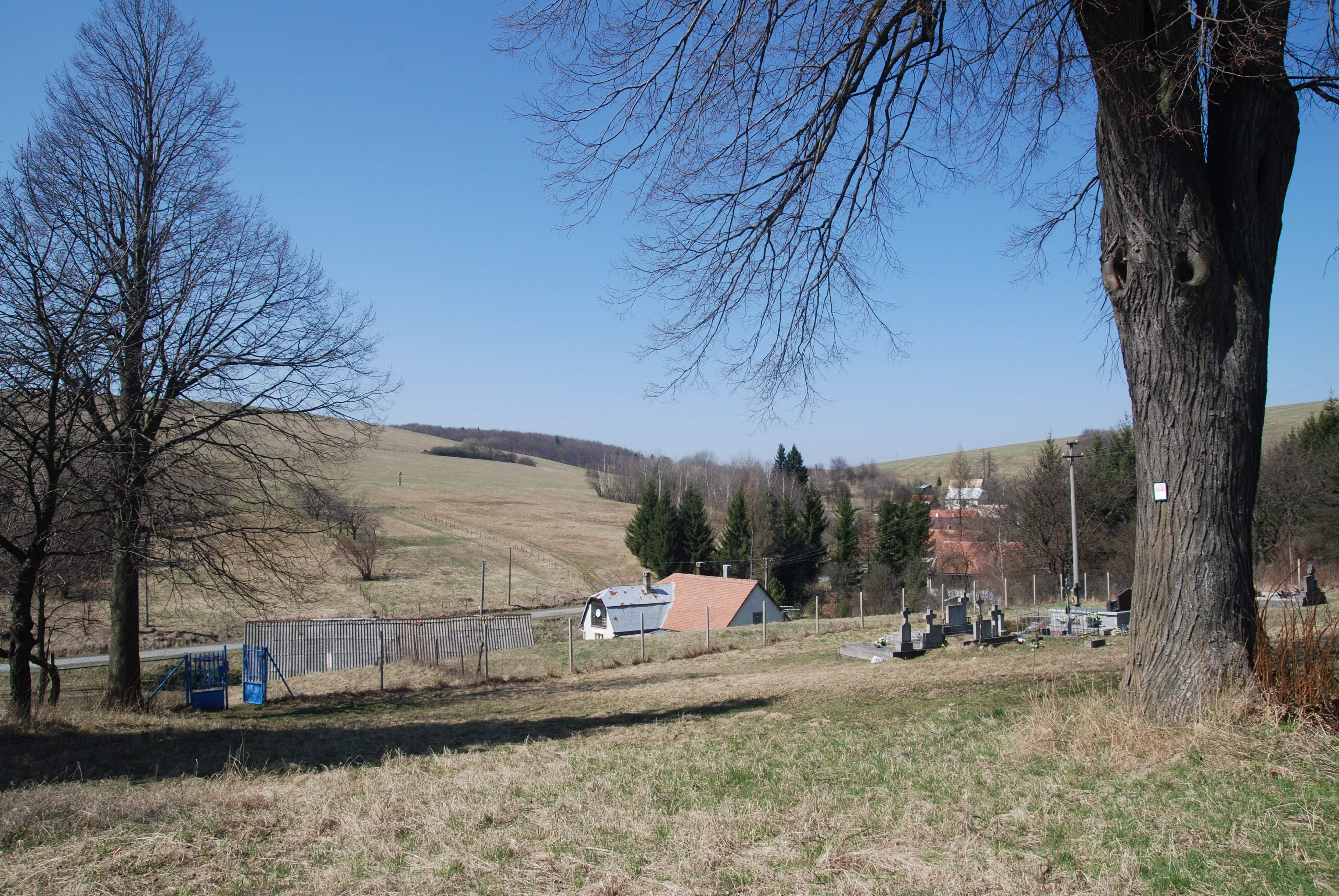
Widok na wieś ze wschodu
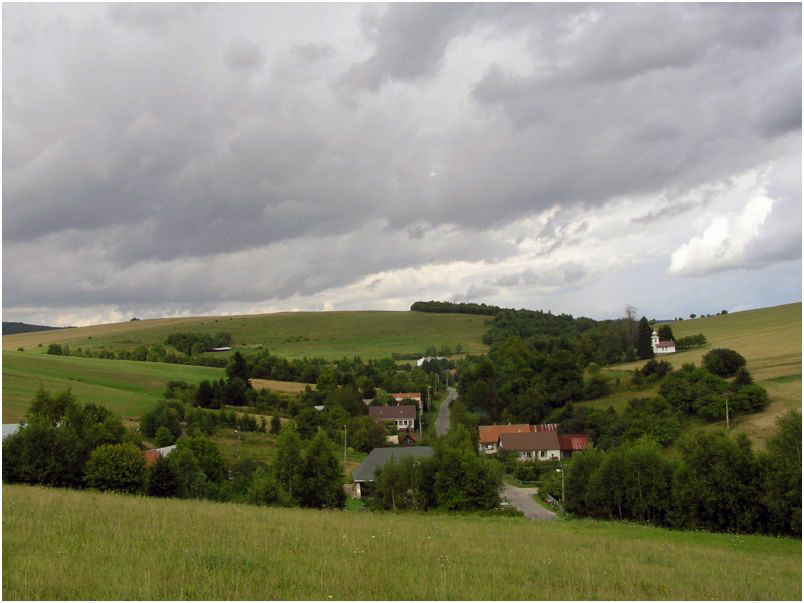
Wieś od południa
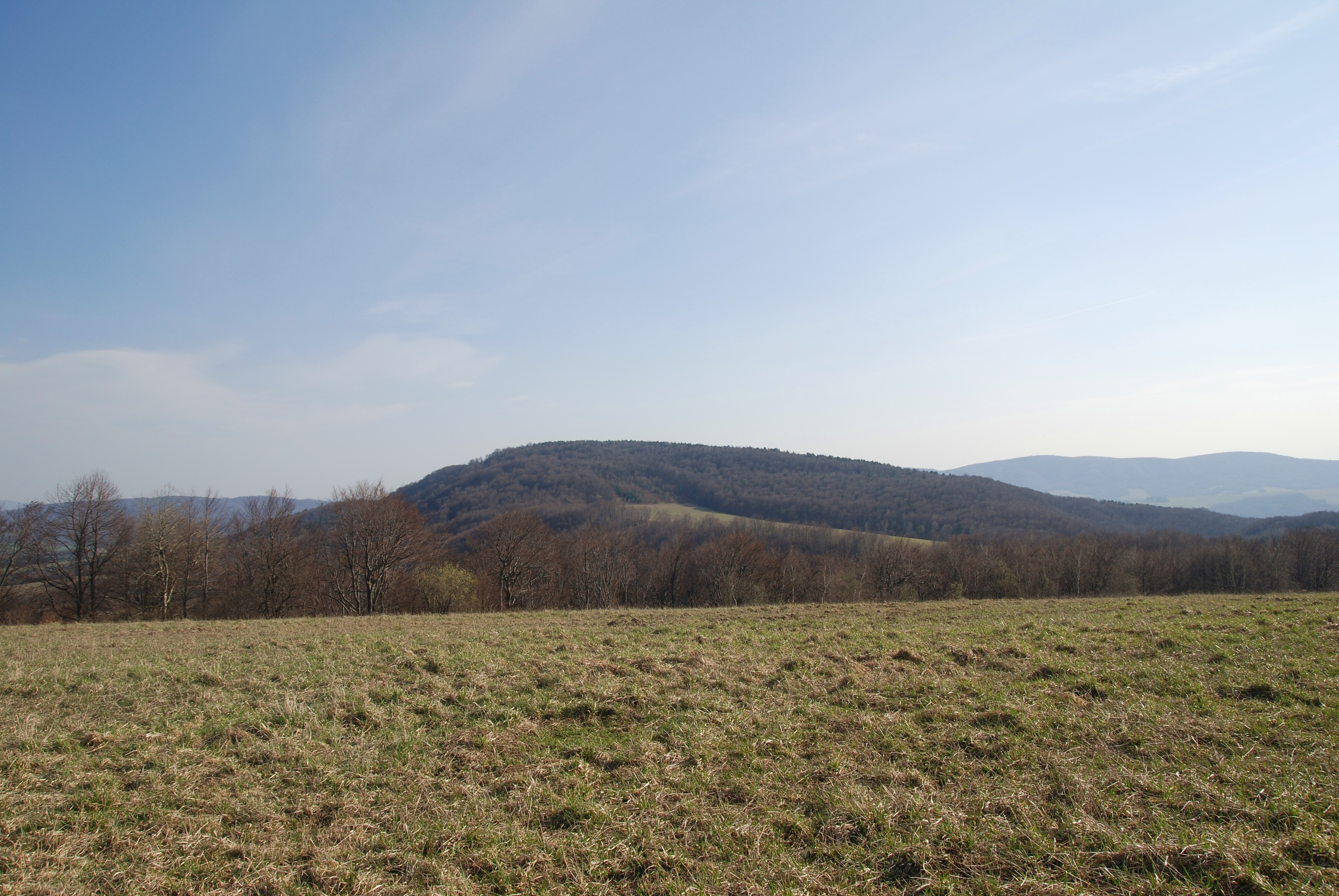
Widok na Rohulę z Belejovic
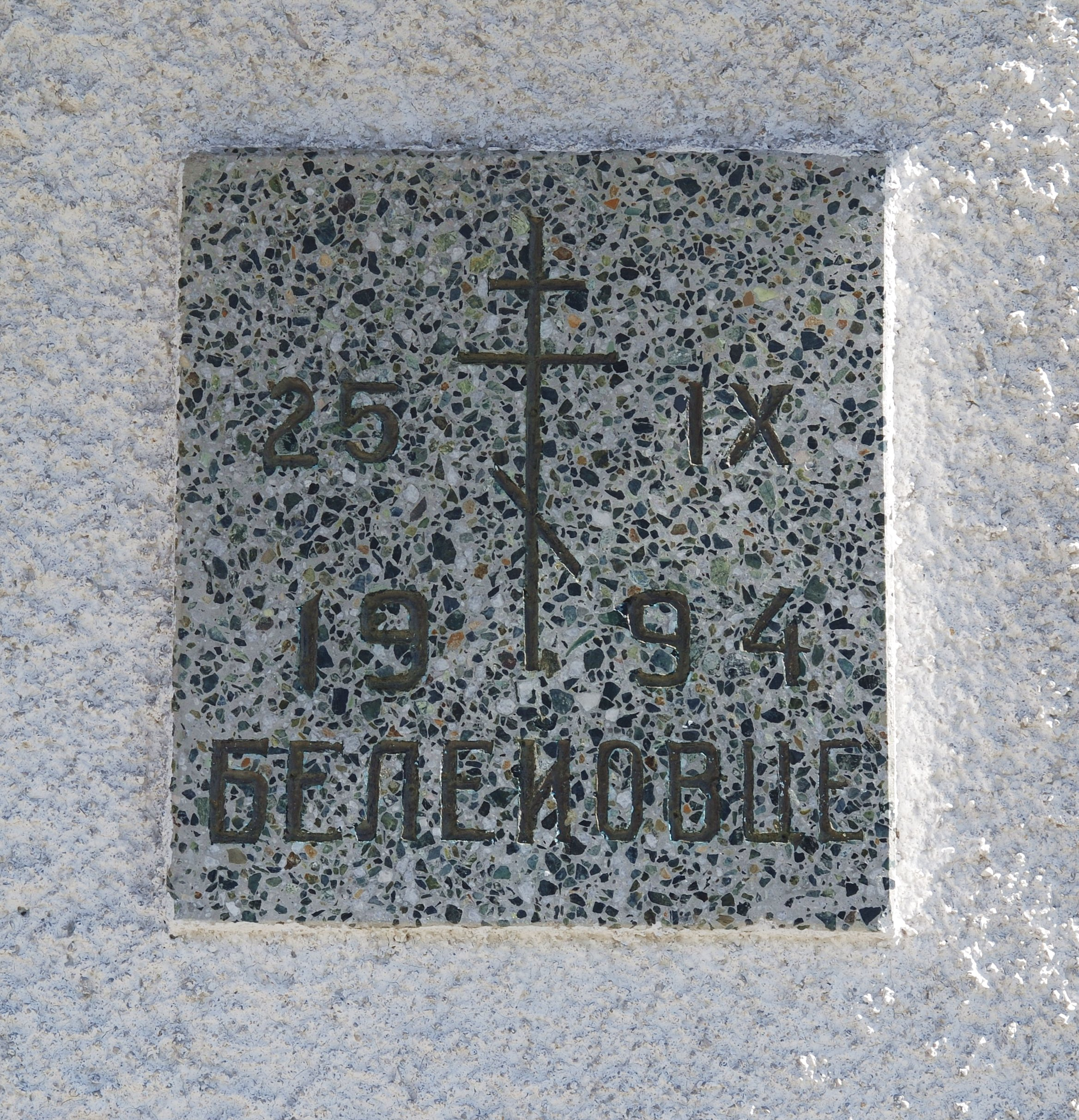
Tablica na cerkwi